# Jonas Jackus
Jonas Jackus (* 23. April 1894 in Žviliūnai bei Subačius; † 3. Februar 1977 in Kaunas) war ein litauischer Generalleutnant.

## Leben
Von 1914 bis 1916 studierte er an der Fakultät für Physik und Mathematik der Universität Petrograd. 1916 absolvierte er die Kriegsschule in Wladimir und 1917 die Schule in Oranienbaum. Danach nahm er am Ersten Weltkrieg teil. Ende 1918 war er Vorstandsvorsitzender im Kreis Subačius. 1919 wurde er verhaftet. 1924 absolvierte er die Hohen Offizierkurse und 1928 die Generalstabsakademie der Tschechoslowakei. 1931 wurde er zum Generalleutnant befördert.
Von 1930 bis 1934 leitete er die Militärschule Kaunas.

## Auszeichnungen
- 1931: Orden des Weißen Löwen,  3. Stufe (Tschechoslowakei)[1]